# Swans of Avon
Swans of Avon ist eine Band aus Recklinghausen, die von dem Songwriter und Sänger Dirk Sonnet gegründet wurde. Sonnet ist Kopf und beständiges Mitglied der Band. Die Originalbesetzung bestand bis 1994 aus Dirk Sonnet (Gesang, Gitarre, Texte), Jan D. (Bass), Volli C. (Keyboard, Flöte, Violine) und Janus (Schlagzeug). Nach zahlreichen Umbesetzungen und schwerwiegenden Label-Problemen lösten sich die Swans of Avon Ende des Jahres 2000 vorerst auf. Sonnet reformierte die Band jedoch einige Zeit später.
Der Bandname entstand in Anlehnung an Swan of Avon, eine Antonomasie, die der englische Bühnenautor und Dichter Ben Jonson für William Shakespeare nutzte.

## Geschichte
Inspiriert durch die Musik von Gruppen wie Christian Death, Bauhaus, The Cure und Depeche Mode wurden Swans of Avon 1992 gegründet. Nach einer Demo-Kassette im Jahr 1993 debütierte die Band einige Monate später mit dem Mini-Album When Heaven Falls, das durchweg positive Kritiken erhielt. Die Independent-Zeitschrift Zillo bezeichnete die Musik als „Dark Wave der spannenderen Sorte“.
Mit der 1995er MCD Trust the Angels wurden Swans of Avon in den USA bekannt. In New York platzierte sich die Single in den Top Ten der Alternative-College-Charts und avancierte in der Manhattaner Diskothek „The Limelight“ zum Tanzhit.
Die Band absolvierte als Vorgruppe mehrere Konzerte, so beispielsweise 1993 für die Gruppe Shadow Project (featuring Rozz Williams) in der Bochumer Diskothek Zwischenfall. Höhepunkte ihrer Auftritte waren das zweite Sacrosanct-Festival im Astoria/London am 11. August 1996 und ein Konzert im Vorprogramm der Rockband Liquido in Holland.
Obwohl das zweite Album Sky of Candlelight fertig komponiert und für das Jahr 1996 angekündigt wurde, verlief die Veröffentlichung aufgrund label-bedingter Schwierigkeiten im Sand. Etliche Verhandlungen mit diversen Plattenfirmen scheiterten, sodass die Band allmählich zerfiel und Ende des Jahres 2000 ihre Aktivitäten einstellte.
Im Jahr 2003 meldeten sich die Swans of Avon nach einer langjährigen Schaffenspause mit dem Doppel-Album Alive zurück, das neben altem und unveröffentlichtem Material auch neue Songs enthält, auf denen die Band Einflüsse unterschiedlicher Musikrichtungen wie Alternative Rock oder Trip-Hop kombiniert.

## Dirk Sonnet
Dirk Sonnet ist das einzige beständige Mitglied der Band. Neben seiner Tätigkeit bei Swans of Avon war Sonnet zeitweilig auch als Gitarrist bei Secret Discovery aktiv. Überdies ist er Produzent und Remixer. So remixte er unter anderem zwei Titel von De/Vision für deren Album remixed aus dem Jahr 2002 sowie ein Jahr später den Track An dunklen Tagen von der Electronica-Formation Ncor für deren gleichnamige Maxi.

## Nebenprojekte
Raphael Weber ist neben Swans of Avon als Gitarrist und Leadsänger der Rockband Soulbreed aktiv.

## Diskografie
- 1993: When Heaven Falls (MC)
- 1994: Kingdom of Thoughts (MC)
- 1994: Celebrating a Dream (MC)
- 1994: When Heaven Falls (CD)
- 1995: Trust the Angels (MC)
- 1995: Trust the Angels (MCD)
- 1996: Caranirvana (MC)
- 1996: When Heaven Falls (CD + Bonus)
- 1997: Ritual Faith (MC)
- 2003: Alive (DCD)

## Remixes
- 2002: Your Hands On My Skin (Sonnet Shuttle Mix) – auf dem Album „remixed“ von De/Vision
- 2002: I Regret (Sonnet J.A.B. Mix) – auf dem Album „remixed“ von De/Vision
- 2003: An dunklen Tagen (Sonnet Chrome Remix) – auf der Single „An dunklen Tagen“ von Ncor